# Lithacodia sirbena
Lithacodia sirbena är en fjärilsart som beskrevs av Paul Dognin 1914. Lithacodia sirbena ingår i släktet Lithacodia och familjen nattflyn. Inga underarter finns listade i Catalogue of Life.